# Derby!
Derby! is een livealbum van de Nederlandse Ron Boots, gespecialiseerd in elektronische muziek. Het album bevat live-opnamen van het concert dat Ron Boots met vrienden gaf op 5 september 2009 in de Derby Guildhall. De stijl van musiceren komt uit de Berlijnse School voor Elektronische Muziek. De opnamen zijn niet verder opgepoetst, zodat er af en toe een knik(je) in de muziek zit. 

## Musici
- Ron Boots – synthesizers
- Frank Dorittke – synthsizers, gitaar
- Harold van der Heijden – percussie

## Composities
Alle muziek en teksten zijn geschreven door Ron, Frank en Harold behalve waar aangegeven. 
| Nr. | Titel                                  | Duur  |
| --- | -------------------------------------- | ----- |
| 1.  | A half hour of the wolf (Harold, Ron)  | 10:44 |
| 2.  | Howling whispers                       | 11:00 |
| 3.  | Giants in the Derby sky                | 7:25  |
| 4.  | Reattachment of worldly affairs        | 9:02  |
| 5.  | Acoustic Shadows                       | 6:30  |
| 6.  | Canyon                                 | 7:30  |
| 7.  | Battle at the Somme (Harold, Ron)      | 10:02 |
| 8.  | A storm in the Guilhall                | 8:34  |
| 9.  | Tainted bare skin an the International | 7:56  |